# 楽浪公主
楽浪公主（らくろうこうしゅ、ナンナンこうしゅ、朝鮮語: 낙랑공주、生年不詳 - 32年）は、「崔氏」という中国姓をもっている楽浪国国王（中国や日本の学界では楽浪国王とは楽浪郡太守のことと解される）の崔理の娘である。

## 概要
第三代高句麗王大武神王の子である好童が沃沮まで狩りに出かけた時に崔理と出会い、娘である楽浪公主を好童の妻として迎えるように申しだされたが、大武神王は楽浪国を攻撃することを計画しており、しかし楽浪国にある敵兵が来ると自然に鳴り出して危機を知らせる太鼓と角笛の存在に困り、好童に対して太鼓と角笛を破壊するよう命じ、好童は使いを送り、楽浪公主に太鼓と角笛を破壊するよう指示した。
楽浪公主は、好童のために武器庫に潜入して太鼓と角笛を刀で破壊したが、その後、高句麗は楽浪国を攻撃した。崔理は、太鼓と角笛が破壊され高句麗の侵攻を知り得なかったために軍備が整えられず、楽浪国への侵攻によってはじめて太鼓と角笛の破壊を知り、なすすべなく降伏した。その際に崔理は太鼓と角笛を破壊した楽浪公主を殺した。

## 家族
- 父：崔理
- 夫：好童